# Башня ведьм
 Памятник культуры Поморского воеводства: регистрационный номер 55 от 25 мая 1955 года.
Башня ведьм (пол. Baszta Czarownic) — историко-архитектурный памятник в польском городе Слупск. Расположен по адресу: улица Франческо Нулло, 13.

## История
Готическая башня была сооружена примерно в XIV—XV веках и была частью городской стены, построенной на месте палисада в 1325 году. Городская стена была выложена валунами и кирпичной кладкой. Высота укреплённых бастионами стен составляла 6,5 метра. Городскую стену омывала река Слупя, выполнявшая функцию дополнительной естественной защиты города.
В XVII веке один из бастионов городской стены стал использоваться в качестве тюрьмы для женщин, обвинявшихся в колдовстве. Арестантки содержались в башне во время расследования, в ходе которого применялись пытки, а после осуждения на казнь ожидали там сожжения на костре.
Башня была отмечена немецким картографом Эйльхардом Любином на панораме города Штольпе на карте Померанского герцогства.
С начала XIX века башня использовалась в качестве конюшни, в 1871 году снова была переоборудована в тюрьму.
В 1945 году башня значительно пострадала во время штурма Слупска советскими войсками.
25 мая 1955 года Башня ведьм была внесена в реестр памятников культуры Поморского воеводства (№ 55). В 1970—1973 годах Башня ведьм была реконструирована.

## Источник
- Architektura gotycka w Polsce; pod redakcją Teresy Mroczko i Mariana Arszyńskiego, Warszawa 1995